# Декабрь 2009 года

Список событий декабря 2009 года.

## События
- 1 декабря
  - Вступил в силу Лиссабонский договор[1].
  - Вступил в должность новый генеральный директор МАГАТЭ Юкио Амано[2].
  - В КНДР без предварительного объявления прошла деноминация национальной валюты[3].
  - В Международном уголовном суде начались слушания по рассмотрению законности одностороннего объявления Косово независимости[4].
- 2 декабря
  - Руанда стала первой в мире страной, свободной от противопехотных мин[5].
  - Парламент Швейцарии избрал президента на 2010 год. Им стала Дорис Лойтхард, вице-президентом избран Мориц Лойенбергер[6].
  - Президент США Барак Обама объявил о новой военной стратегии в Афганистане. Стратегия администрации Обамы обойдётся в 30 миллиардов долларов[7].
- 3 декабря
  - В Дамаске (Сирия) произошёл теракт. Погибло 3 человека[8].
  - В результате террористический акта в Могадишо погибло 14 человек, в том числе трое высокопоставленных правительственных чиновника[9].
  - В Гвинее, в результате покушения ранен президент Муса Дади Камара. Полномочия главы государства временно взял на себя вице-президент Секуба Конате[10].
  - Россия и Ватикан повысили дипломатические отношения до уровня посольств[11].
- 4 декабря
  - Произошёл пожар в ночном клубе в городе Перми, погибло 156 человек[12].
  - В результате нападения террористов на мечеть в Равалпинди (Пакистан) погибли 45 человек, ещё более 40 ранены[13].
  - В Москве на 82-м году жизни скончался актёр Вячеслав Тихонов[14].
- 5 декабря
  - В США объявлены номинанты на музыкальную премию «Грэмми»[15].
  - Власти Марокко отказали во въезде в страну активистке фронта Полисарио Аминату Хайдар[16].
  - Истёк срок действия Договора об ограничении стратегических наступательных вооружений (СНВ-1)[17].
- 6 декабря
  - В Венесуэле три банка перешли под контроль государства[18].
  - Полиция Италии арестовала двух крупных мафиози 28-летнего Джанни Никки и 74-летнего Гаэтано Фиданцати[19].
  - В Румынии прошёл второй тур президентских выборов[20]. С минимальным перевесом на них победил действующий президент Траян Бэсеску[21].
  - В Боливии прошли президентские и парламентские выборы. С большим отрывом на них победил действующий президент Эво Моралес[22][23].
  - На Коморских островах прошёл первый тур парламентских выборов[24].
- 7 декабря
  - В Копенгагене начала работу международная конференция ООН по изменению климата[25].
  - Парламент Молдавии в очередной раз не смог избрать президента. Теперь страну ждут новые парламентские выборы[26].
  - Обнаружен обратный эффект Казимира — отталкивание материалов на нанометровых расстояниях[27].
- 8 декабря
  - Virgin Galactic продемонстрировала широкой публике первый коммерческий пассажирский космический корабль SpaceShipTwo[28].
  - В результате серии терактов в Багдаде более 100 человек погибли и около 200 получили ранения[29].
  - Серия терактов в Пакистане. В Лахоре и Пешаваре погибли 43 человека, ещё более 100 получили ранения[30].
  - В Монтевидео открылся XXXVIII саммит Южноамериканского общего рынка (МЕРКОСУР)[31].
- 9 декабря
  - Правительство Пермского края ушло в отставку после пожара в ночном клубе «Хромая лошадь»[32].
  - Сотни индийских студентов арестованы в ходе протестов в Хайдарабаде; демонстранты требовали отделения от штата Андхра-Прадеш части территории и образования отдельного штата Телангана[33].
  - ВВС США официально подтвердили факт существования и использования секретного беспилотника RQ-170 Sentinel в Афганистане[34].
  - Король Иордании Абдалла II отправил в отставку правительство Надера ад-Дахаби. Новый кабинет поручено сформировать главе королевской канцелярии Насеру аль-Лоузи[35].
  - В небе над Норвегией наблюдалось странное оптическое явление, названное спиральной аномалией[36].
- 10 декабря
  - В Бангкоке тысячи сторонников экс-премьера Таксина Чинавата приняли участие в митинге против конституции страны[37].
  - Испанская королевская академия выпустила справочник испанской грамматики, унифицирующий язык 21 испаноговорящего государства[38].
  - Власти Индии заявили, что из состава индийского штата Андхра-Прадеш будет выделен новый штат Теленгана, в связи с этим нескольких министров и депутатов парламента объявили о своей отставке[39].
  - Бараку Обаме вручена Нобелевская премия мира[40].
  - В Брюсселе открылся саммит Евросоюза[41].
- 11 декабря
  - Американские палеонтологи сообщили об обнаружении нового вида тероподных динозавров Tawa hallae в отложениях триасового периода[42].
  - Конституционный суд Турции запретил деятельность курдской Партии демократического общества. Депутаты от этой партии лишены мандатов[43].
  - В Севилье успешно совершил первый испытательный полёт военно-транспортный самолёт Airbus A400M[44].
- 12 декабря
  - Полиция Копенгагена арестовала около 400 участников акции протеста против глобального потепления[45].
  - На прошедших в Абхазии президентских выборах победил действующий президент Сергей Багапш (59,4 %)[46].
  - Полиция Таиланда задержала казахстанский самолёт с грузом оружия из Северной Кореи. Экипаж арестован[47].
- 13 декабря
  - Представительница Гибралтара Кайане Алдорино победила на конкурсе «Мисс мира 2009»[48].
  - В Чили прошёл первый тур президентских и парламентских выборов. Во второй тур вышли кандидат от оппозиции Себастьян Пиньера (44,2 %) и представитель правящей левоцентристской коалиции Эдуардо Фрей (30,5 %)[49].
  - 8-й саммит стран Боливарианского альянса открылся в Гаване[50].
  - В Каталонии прошёл неофициальный референдум о признании независимости региона. 94,7 % каталонцев проголосовали за отделение от Испании[51].
  - В ходе выступления на митинге в Милане премьер-министр Италии Сильвио Берлускони подвергся нападению[52].
  - Северная Осетия отключена от подачи газа из-за угрозы теракта[53].
- 14 декабря
  - Лидеры Туркменистана, Казахстана, Узбекистана и Китая открыли газопровод «Туркменистан — Китай»[54].
  - На орбиту успешно запущен космический инфракрасный телескоп WISE[55].
  - В Китае частным лицам запрещена регистрация доменных имен[56].
  - Новое правительство Иордании во главе с Самиром ар-Рифаи принесло присягу[57].
- 15 декабря
  - Премьер-министр Сент-Китса и Невиса Дензил Дуглас объявил о роспуске парламента[58].
  - Сборная Эритреи по футболу в полном составе исчезла после матча в Кении[59].
  - Независимость Абхазии признала Республика Науру[60].
  - Польская полиция силой заставила 230 беженцев из Грузии, Чечни и Ингушетии покинуть поезд, который они ранее фактически захватили, требуя отправить их в Страсбург[61].
  - Состоялся первый полёт пассажирского авиалайнера Боинг 787 «Дримлайнер»[62].
  - На территории России установилась аномально низкая температура[63][64][65][66][67].
  - В результате серии терактов в Афганистане погибли 17 человек, десятки получили ранения[68].
- 16 декабря
  - «Человеком года» по версии журнала Time стал Бен Бернанке[69].
  - Иран объявил об успешных испытаниях модернизированной ракеты среднего радиуса действия «Саджиль-2»[70].
  - Скончался экс-премьер-министр России Егор Гайдар[71].
  - Скончался известный шоумен, бодибилдер Владимир Турчинский[72].
  - Республика Науру признала независимость Южной Осетии[73][74].
  - Ливиу Негоица, назначенный в начале ноября на пост премьер-министра Румынии, отказался от этой должности[75].
- 17 декабря
  - В созвездии Змееносца обнаружена экзопланета GJ 1214 b, первая открытая планета-океан[76].
  - Две марксистские повстанческие группировки Колумбии — Революционные вооруженные силы Колумбии (FARC) и Армия национального освобождения (ELN) — объявили об объединении усилий по борьбе с поддерживаемыми США правительственными войсками[77].
  - Египетские археологи подняли со дна Средиземного моря в районе Александрийского порта 3-метровый гранитный пилон, являющийся частью дворцового комплекса царицы Клеопатры[78].
  - Сильные снегопады в Европе, особенно пострадали Франция, Германия, Польша и Испания[79][80].
  - Верховный суд Пакистана отменил Декрет 2007 года об амнистии политикам и чиновникам, в отношении которых были открыты уголовные дела по взяткам и коррупции[81].
  - Стало известно, что иракские повстанцы сумели взломать видеотрансляцию американских беспилотников, что дало повстанцам возможность определять потенциальные цели будущих военных ударов[82].
- 18 декабря
  - Иранские войска пересекли границу с Ираком и захватили нефтяную скважину на месторождении Аль-Факка[83].
  - Президент Мадагаскара отправил в отставку премьер-министра Эжена Манагалазу[84].
  - Временное правительство Гондураса приняло решение выйти из Боливарианского альянса[85].
  - На прошедших в Доминике парламентских выборах победила правящая Лейбористская партия. Она получила 16 мест в парламенте из 21[86].
  - Компания General Motors начала процесс закрытия своего дочернего предприятия — шведского производителя легковых автомобилей Saab Automobile[87].
  - Региональный парламент Каталонии принял решение о запрете корриды[88].
- 19 декабря
  - В Кутаиси взорван Мемориал славы. При этом погибло два человека[89].
  - Футбольный клуб «Барселона» победил в Клубном чемпионате мира и стал первым клубом за всю историю соревнований, который победил во всех шести турнирах сезона[90].
- 20 декабря
  - В Нигерии грузовик врезался в толпу людей на рынке. Погибло не менее 65 человек[91].
  - Президент Мадагаскара назначил полковника Альбера Камиля Виталя премьер-министром страны, отправив в отставку назначенную два дня назад Сесиль Манороханту[92].
  - На Коморских островах прошёл второй тур парламентских выборов. Правящая коалиция президента Ахмеда Абдаллы Самби получила две трети мест в парламенте[93].
- 21 декабря
  - В Могадишо подверглось артиллерийскому обстрелу здание, где проходило заседание парламента[94].
  - В Бухаресте прошла инаугурация президента Румынии Траяна Бэсеску[95].
  - В Иране произошли столкновения полиции со сторонниками оппозиции, пытавшимися провести траурную церемонию в городе Кум в память о недавно скончавшемся аятолле Хоссейне Али Монтазери[96].
  - Сильные снегопады в Европе стали причиной сбоя в работе железнодорожных экспрессов Eurostar[97].
  - С космодрома Байконур осуществлён запуск пилотируемого корабля «Союз ТМА-17»[98].
- 22 декабря
  - Лучшим футболистом 2009 года по версии ФИФА стал Лионель Месси[99].
  - Парламент Судана одобрил законопроект о проведении референдума по вопросу предоставления независимости Южного Судана[100].
  - В Колумбии похищен и убит губернатор провинции Какета Луис Франсиско Куэльяр Карвахаль[101].
  - Сербия подала заявку на вступление в Евросоюз[102].
- 23 декабря
  - Произошёл взрыв на шахте «Естюнинская» ОАО «Высокогорский горно-обогатительный комбинат» в Нижнем Тагиле Свердловской области, погибли 9 человек[103].
  - Михаэль Шумахер объявил о возвращении в Формулу-1 в качестве гонщика команды Mercedes GP[104].
  - Парламент Румынии утвердил состав нового коалиционного правительства, которое вновь возглавил Эмиль Бок[105].
  - США ввели санкции против Нигера[106].
- 24 декабря
  - В Соборе св. Петра в Риме психически больная женщина напала на папу Бенедикта XVI. Папа не пострадал, но кардинал Эчегарай, находившийся рядом, получил перелом[107].
  - В Йемене по меньшей мере 30 боевиков «Аль-Каиды» убиты в результате авиаудара, нанесённого по горному региону в восточной провинции Шабва.[108]
  - Произошёл взрыв на химическом комбинате в городе Осака (Япония), 4 человека погибли[109].
  - В результате двойного теракта в иракском городе Эль-Хилла погибли 11 человек и около 70 получили ранения[110].
  - В Перу при падении автобуса в пропасть погибли 40 человек, 10 ранены[111].
- 25 декабря
  - В Санкт-Петербурге в Мариинском театре состоялась премьера новой постановки большой оперы Гектора Берлиоза «Троянцы», созданной совместно Мариинским театром, Дворцом искусств королевы Софии в Валенсии и Польской национальной оперой[112].
  - На самолёте, следующем рейсом 253 авиакомпании Northwest Airlines из Амстердама в Детройт, была попытка привести в действие взрывное устройство, было ранено 2 человека, а также сам подозреваемый террорист Умар Фарук-Абдул Муталлаб, действовавший по заданию «Аль-Каиды». В ответ многие авиакомпании ввели дополнительные меры авиабезопасности[113].
  - В филиппинской провинции Албай проснулся вулкан Майон[114].
- 26 декабря
  - В Китае, между городами Гуанчжоу и Ухань открылась самая скоростная железнодорожная линия в мире, средняя скорость поездов 350 км/ч[115].
- 27 декабря
  - В Хорватии прошёл первый тур президентских выборов. Во второй тур вышли кандидат оппозиционной Социал-демократической партии Иво Иосипович и мэр Загреба Милан Бандич[116].
  - В Узбекистане состоялись парламентские выборы. На них лидирует Либерально-демократическая партия[117].
- 28 декабря
  - Член немецкой хакерской группы CCC объявил на конференции группы, что ему удалось взломать алгоритм кодирования данных в сетях GSM[118].
  - В результате взрыва террориста-смертника в Карачи (Пакистан) погиб 31 человек, 70 ранены[119].
  - Таиланд депортировал в Лаос 4000 представителей народности хмонг, которые проживали в лагерях беженцев[120].
- 29 декабря
  - Как заявили представители ливанской армии, Ливан обстрелял из зенитных орудий израильские истребители, которые нарушили воздушную границу государства[121].
  - В Китае казнён подданный Великобритании Акмаль Шейх, приговорённый к высшей мере наказания за контрабанду героина, это первая казнь гражданина европейской страны в Китае за 50 лет[122].
- 30 декабря
  - Два взрыва произошли в административном центре западноиракской провинции Анбар — городе Рамади. Погибли 35 человек и 65 получили ранения, в том числе губернатор провинции[123].
  - В результате атаки боевиков на военную базу США на юго-востоке Афганистана погибли 8 американцев[124].
- 31 декабря
  - В Литве остановлена Игналинская АЭС[125].
  - Преступник открыл огонь по людям в крупном торговом центре в городе Эспоо (Финляндия). В результате были убиты шесть человек[126].